# センセイあのね?
『センセイあのね?』（せんせいあのね?）は、小石川ふにによる日本の4コマ漫画作品。「まんがホーム」（芳文社）にて、2010年10月号から12月号、2011年2月号にゲスト掲載された後、2011年3月号より2013年8月号まで連載。

## 作品概要
高校2年の女子高生・加藤つぐみは、夏のある日ひょんなことから担任教師・石沢梧郎に恋心を抱くようになる。そんな彼女の、初々しくも甘酸っぱい恋模様を描くラブコメディ。
キャッチコピーは「スキっていったら、どうする?」。

## 登場人物
加藤 つぐみ（かとう つぐみ）
本作の主人公。連載開始当初は高校2年生だったが、途中で3年生に進級している。部活は陸上部に所属しており、運動神経は抜群。好きな食べ物はプリン。「五郎」という犬を飼っている。
そのボーイッシュで王子様的なルックスから、男子生徒だけでなく、バレンタインデーには大量にチョコを貰い、卒業式には上級生の女子生徒から握手攻めに遇うなど、特に女子生徒から非常にモテている。ただ、所謂「女子力」は低く、本人もそのことを自覚しており、自分とは対照的なタイプである友人の薫子（後述参照）に対しては、嫉妬することもある。ブラのサイズはAカップ。
高校2年の夏の日、担任の石沢のふとした一言を耳にしたことをきっかけに、彼に対して想いを寄せるようになる。
石沢 梧郎（いしざわ ごろう）
つぐみの2・3年時の担任。担当教科は数学。好きな食べ物は卵豆腐。乗り鉄。好きな音楽は80年代洋楽ロック。3歳年上の姉がいる。
生徒に対する面倒見は良いが、恋愛沙汰に対しては非常に鈍感で、薫子をしばしばイラつかせている。つぐみが好きなのは早乙女（後述参照）だと誤解していた。
3年B組金八先生に憧れており、生徒の心に響くようなことを言おうと日頃から思い描いているものの、照れ臭い故なかなか実行できずにいる。
安倍 真理（あべ まり）
つぐみの友人。通称「マリちゃん」。
つぐみには単なる友人以上の感情を抱いており、彼女の言動に対して事あるごとに萌えている。そのことから、一時期薫子がつぐみと仲良くしている姿を見て、薫子に対して嫉妬をしていたが、後に同じ「つぐみスキー仲間」として友情を結ぶこととなる。
時代劇が大好き。ブラのサイズはDカップ。
越後屋 薫子（えちごや かおるこ）
つぐみの友人。通称「ルコちゃん」。
1年の秋にアメリカから転入してきた帰国子女だが、長らくクラスメートとは馴染めず孤立気味だったことから、石沢にとって心配の種だった。3年に進級してつぐみや真理と仲良くなってからは、無表情で寡黙だった性格も徐々に柔らかくな始めた。
キュートなルックスと大人っぽい物腰・性格、Eカップの巨乳の持ち主といった具合に、高い女子力の持ち主であることから、つぐみからは羨望の対象となっている。
早乙女 智（さおとめ とも）
つぐみの男友達。通称「さおとめー」。
つぐみとは幼稚園の頃からの幼馴染。当初はつぐみを同性扱いしていたが、とあることをきっかけに彼女のことを意識するようになる。計らずも、つぐみの想い人が自分ではないことを知ってしまうが、それ以降も彼女に対する想いは変わっていない模様。
高坂（こうさか）
つぐみが通う高校の養護教諭。
石沢とは大学時代に同じサークルに所属しており、石沢は彼女の1年後輩にあたる。
石沢の弱みを色々握っていることから、つぐみの石沢への想いを知って以来、彼女の味方（?）となった。
加藤 かなえ（かとう かなえ）
つぐみの妹。中学3年生。姉とは対照的に、女の子っぽい容姿をしている。

## 単行本
1. 2012年5月7日発売 ISBN 978-4-8322-5076-5
2. 2013年8月7日発売 ISBN 978-4-8322-5214-1